# SN 2005ag
SN 2005ag – supernowa typu Ia odkryta 10 lutego 2005 roku w galaktyce A145643+0919. W momencie odkrycia miała maksymalną jasność 18,20m.